# Галерея Эдуарда Исабекяна
Галерея Эдуарда Исабекяна, (арм. Էդուարդ Իսաբեկյան ցուցասրահ), выставочный зал в Ереване, посвящённый жизни и творчеству народного художника Армянской ССР Эдуарда Исабекяна.
Галерея расположена в центре Еревана, на проспекте Маштоца, 7а в одном из отсеков культурного центра «АйАрт». Вошла в список 20 лучших международных галерей и музеев 2023 года по версии World Art Awards
. Входит в список 11 галерей рекомендуемых мэрией города Еревана.

## История
Решение создать новый выставочный зал было принято в 2004 году, а открытие состоялось в 2013 году. Сын Эдуарда Исабекяна, Арам Исабекян, подарил 28 из известных картин отца городу. Мэрия приняла решение разместить картины в культурному центре «АйАрт». Со дня открытия галереей руководит Ирина Исабекян.
Галерея расположена в бетонном двухэтажном здании, которое спроектировали в конце 1970-х годов архитекторы Джим Торосян и Геворг Арамян. Неоднократно было отмечено, что помещению требуется ремонт. В 2020 году мэрией Еревана запланирован ремонт помещений галереи, который позволит активизировать ее деятельность, в августе того же года работы начались.

## Экспозиция и выставки
Экспозиция занимает два этажа. В верхнем, кольцеобразном зале расположены большие композиционно-тематические картины. Помимо основного фонда, представлены также 4 работы из запасников Национальной картинная галереи и из частных коллекций. В коллекцию также входят дневники, рукописи, воспоминания и фотографии. Всего в экспозиции 39 произведений художника
С 2015 г. дважды в год проходят выставки «Эдуард Исабекян и его ученики» (за годы преподавательской деятельности он имел около 300 учеников). Зал принимает участие в Ночи музеев. С каждой новой выставкой художники дарят залу свои работы — портреты Э. Исабекяна. В 2014 г. в зале отмечалось 100-летие со дня рождения художника.
20.11.2014            Лекция «Эдуард Исабекян: его время и творчество»
16.05.2015            Выставка «Эдуард Исабекян и его студенты I»
12.06.2015            Обсуждение выставки и студенческие воспоминания…
13.10.2015            Выставка «Вновь Исабекян»
03.11.2015            Выставка «Эдуард Исабекян и его студенты II»
18.05.2016            Лекция «Искусство видеть суть. Музейная педагогика»
21.05.2016            Выставка «Эдуард Исабекян и его студенты III»
08.11.2016            Выставка «Эдуард Исабекян и его студенты IV»
03.03.2017            Весенняя выставка, посвященная женщинам
20.05.2017            Выставка «Эдуард Исабекян и его студенты V»
07.07.2017            Фотовыставка «Диалог поколений. Татев Мнацаканян»
07.03.2019            Лекция «Выходцы из Тбилиси художницы-армянки старшего поколения 20-го века»      
16.03.2019            Art+Feminism Workshop and Edit-a-thon. «Женщина в искусстве. Художницы-армянки из Тбилиси»
26.03.2019            Лекция «От Урарту до Лувра (прославление армянского искусства)»
24.08.2019            1-й Международный армянский фотофестиваль
11.12.2021            Открытый урок в галерее Исабекяна
18.05.2022            Детская выставка «Исабекян моими глазами»
27.05.2022            Республиканская выставка «Блиндажное искусство»
07.06.2022            Мероприятие «Комитасу с трепетом и почтением»
04.11.2022            Выставка «Эдуард Исабекян. Графика».

## Галерея
Экспозиция

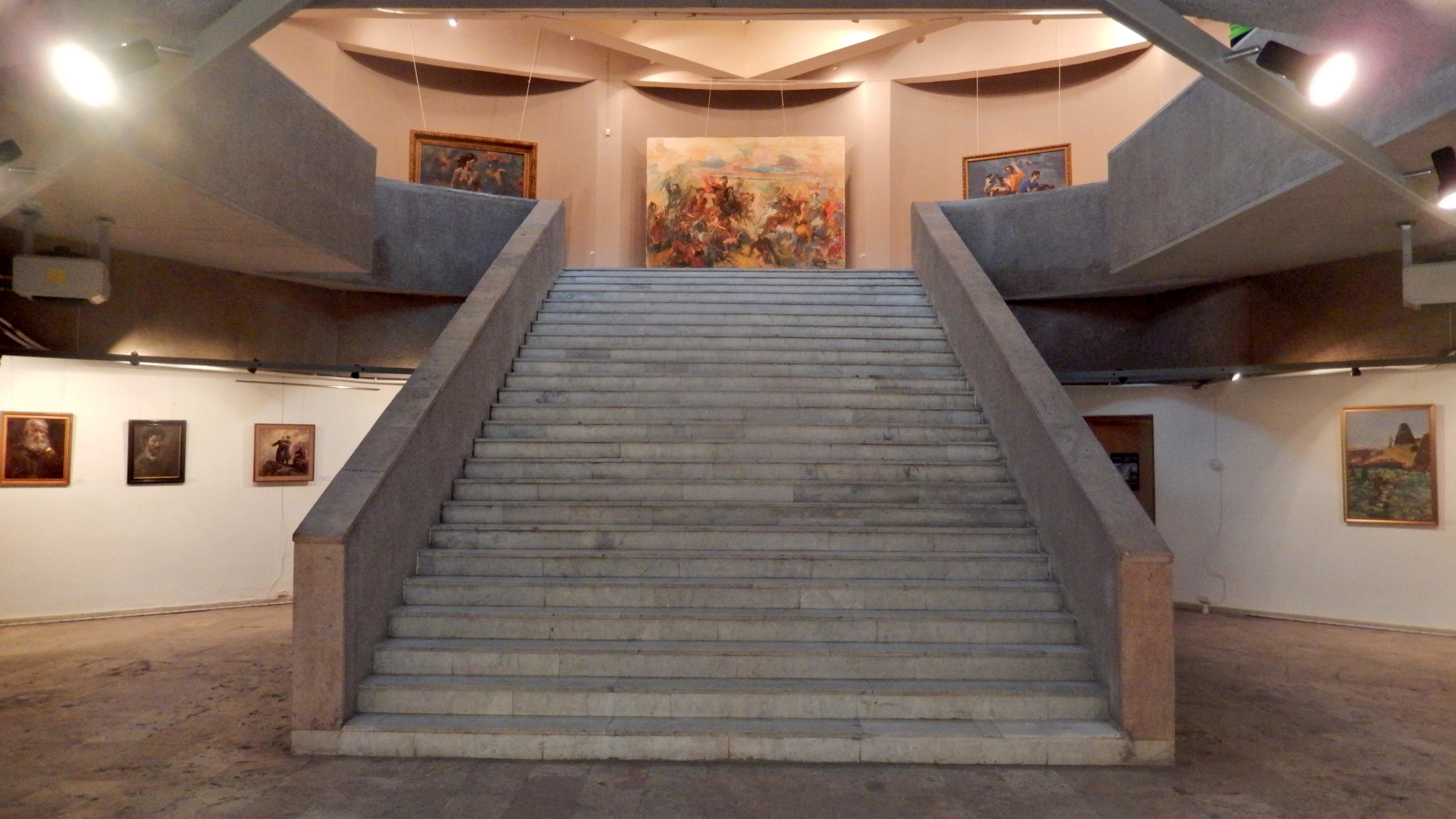
Вид со стороны входа
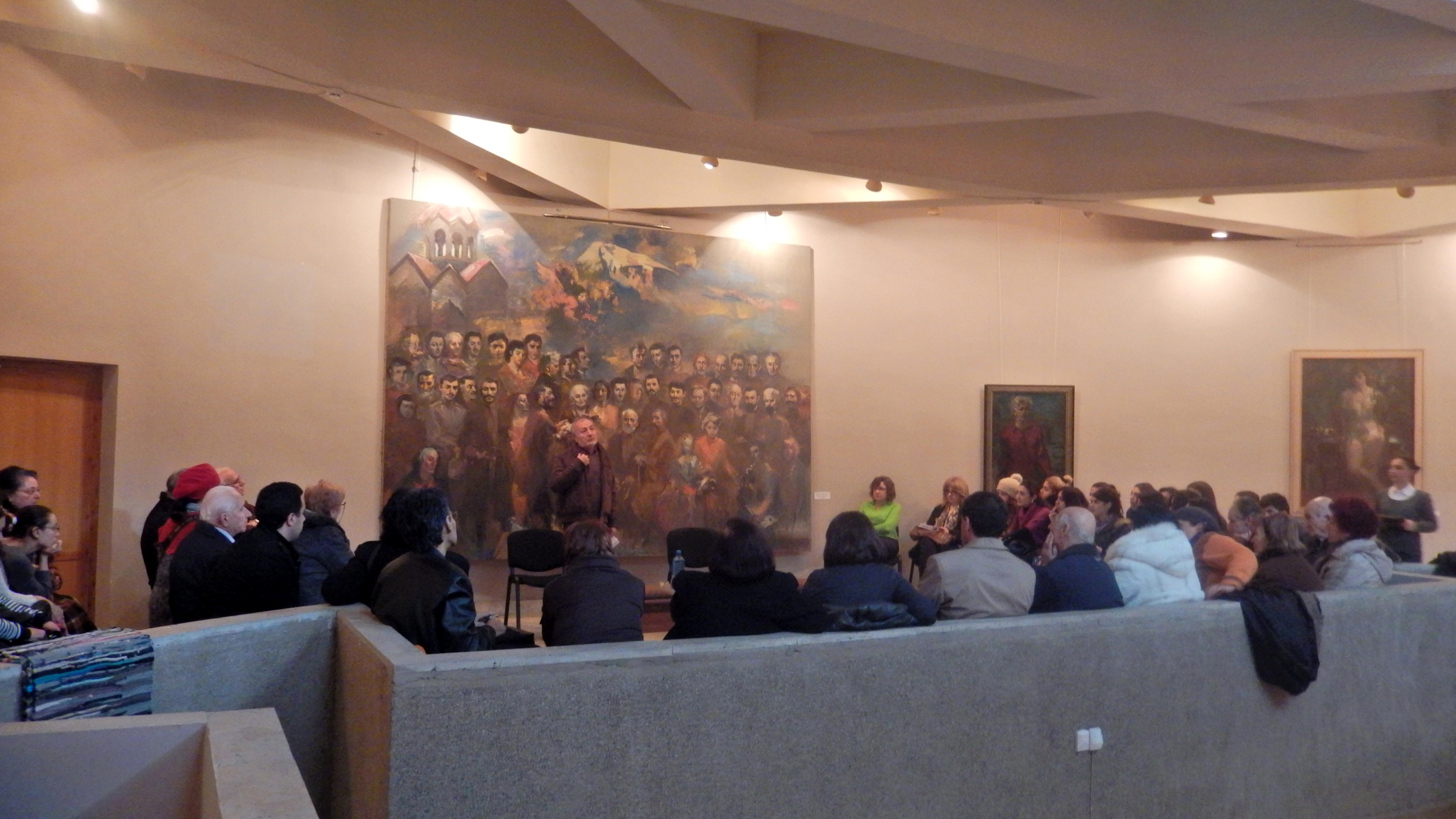
100-летие Э. Исабекяна
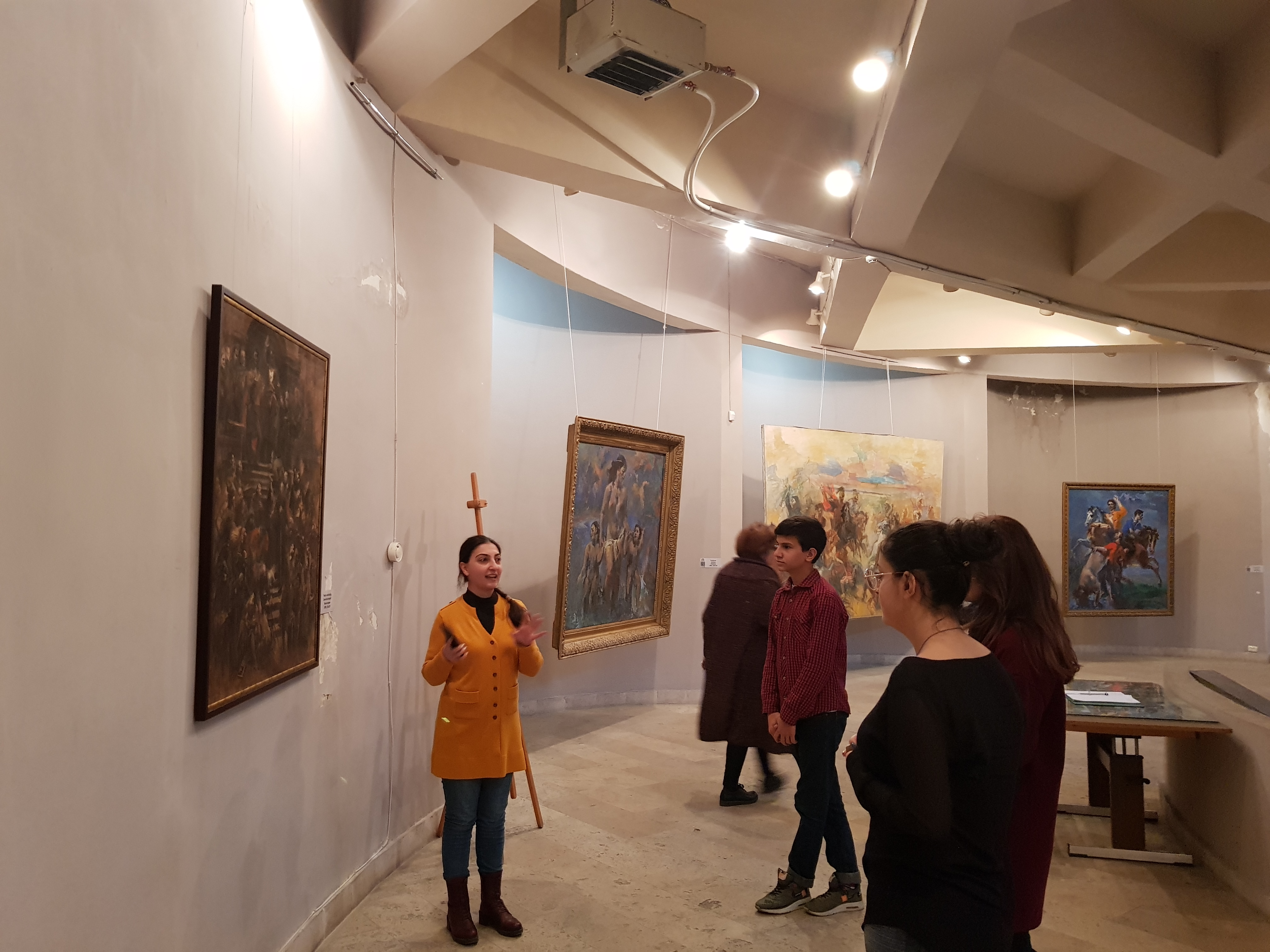
Экскурсия
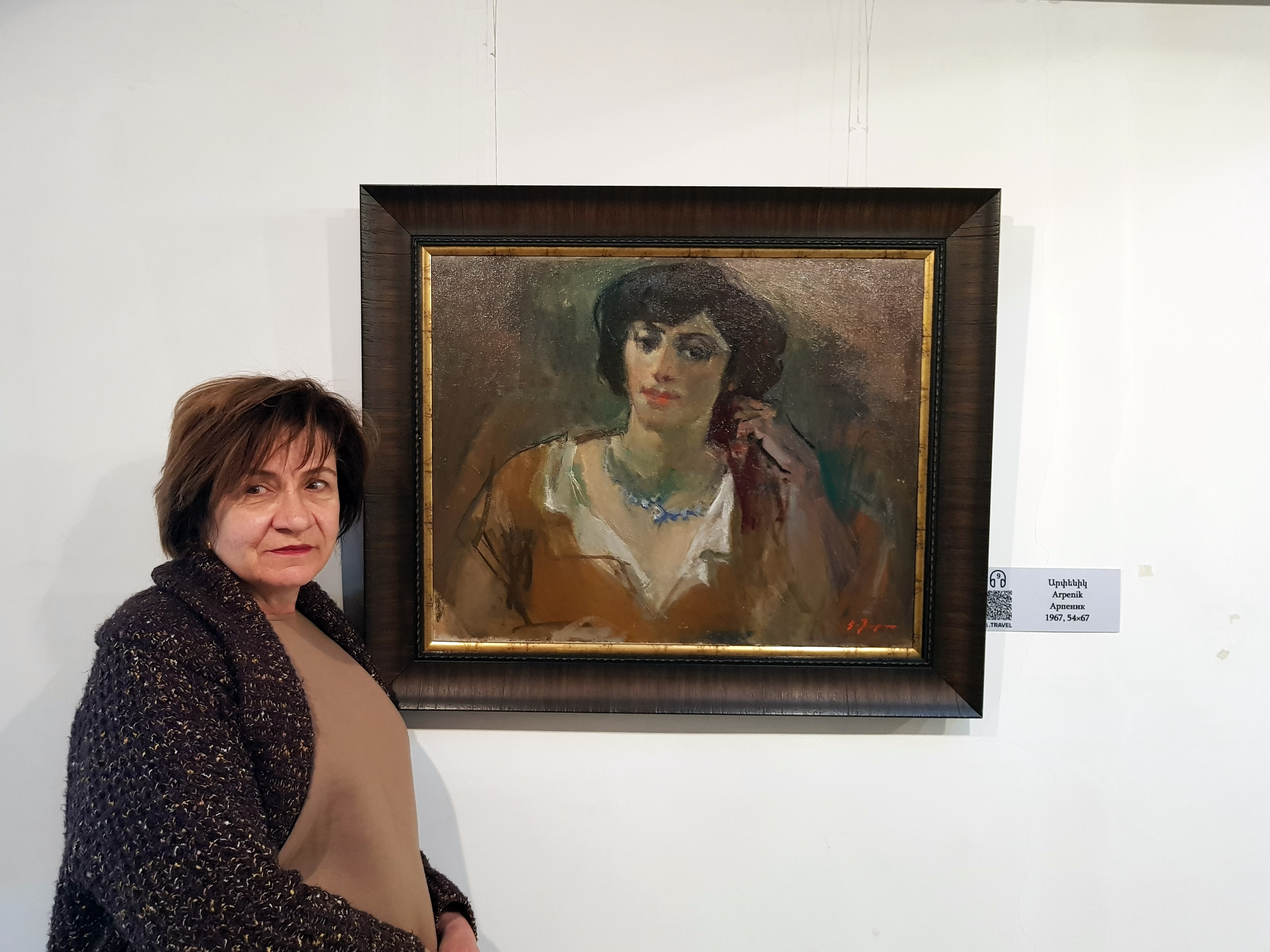
И. Исабекян возле портрета Арпеник Налбандян

Картины

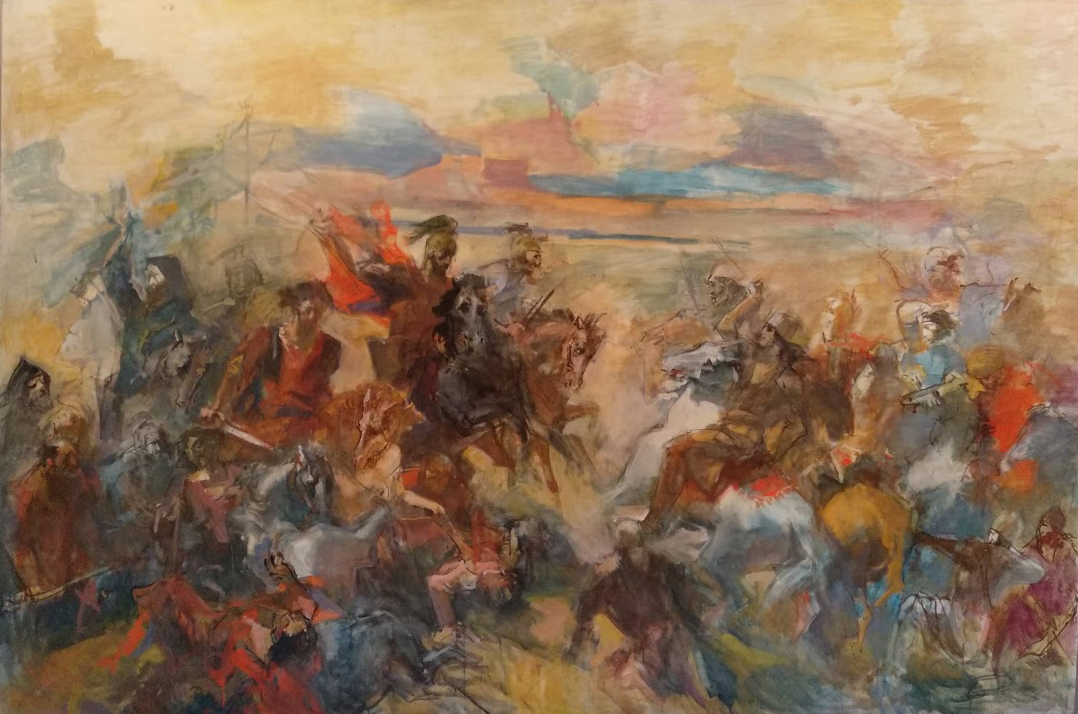
Аварайрская битва, 1983
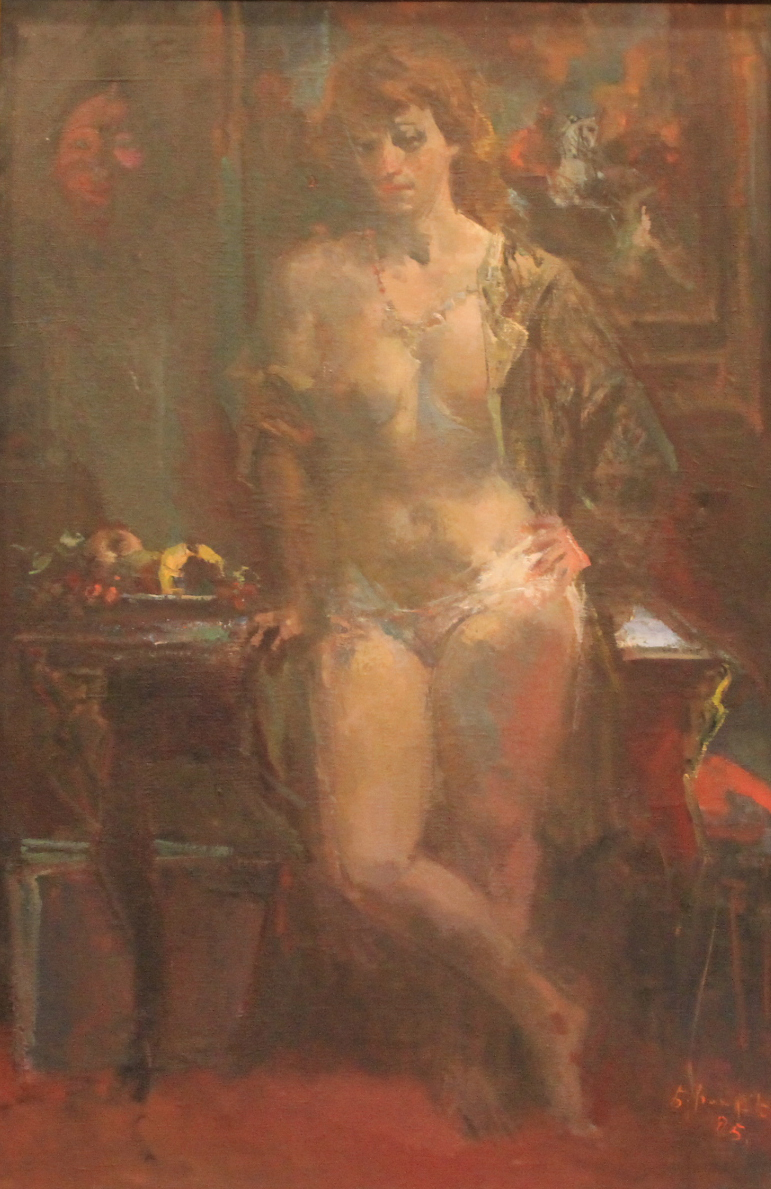
Модель, 1985

Панихида в Игдире, 2000
Незаконченный групповой портрет 45 лиц «Панихида в Игдире» (1980—2000 г.). Здесь можно увидеть не только игдирцев, но и персон, имеющих семейное отношение с родом Исабекяна. На фоне вершина г. Арарат и церковь с армянской архитектурой. Мастер изобразил персонажей разных возрастов, символизируя смену  поколений. В нижней части могильный холм, а на нëм три белых голубя.